# Wahlkreis Bologna (Camera dei deputati)
Der Wahlkreis Bologna ist seit 2020 ein Wahlkreis (italienisch collegio elettorale) für die Wahl der Abgeordnetenkammer.

## Wahlkreisgebiet
| Wahlkreise – Camera dei deputati – Emilia-Romagna | Wahlkreise – Camera dei deputati – Emilia-Romagna | Wahlkreise – Camera dei deputati – Emilia-Romagna                          |
| Provinz                                           | Provinz                                           | Gemeinden nach Provinzen ⮞ Wahlkreis                                       |
| ------------------------------------------------- | ------------------------------------------------- | -------------------------------------------------------------------------- |
|                                                   | Metropolitanstadt Bologna (55 Gemeinden)          | 1 ⮞ Wahlkreis Bologna 32 ⮞ Wahlkreis Imola 22 ⮞ Wahlkreis Carpi            |
|                                                   | Provinz Ferrara (21 Gemeinden)                    | alle ⮞ Wahlkreis Ferrara                                                   |
|                                                   | Provinz Forlì-Cesena (30 Gemeinden)               | alle ⮞ Wahlkreis Forlì                                                     |
|                                                   | Provinz Modena (47 Gemeinden)                     | 28 ⮞ Wahlkreis Modena 12 ⮞ Wahlkreis Carpi 7 ⮞ Wahlkreis Imola             |
|                                                   | Provinz Parma (44 Gemeinden)                      | 36 ⮞ Wahlkreis Parma 8 ⮞ Wahlkreis Piacenza                                |
|                                                   | Provinz Piacenza (46 Gemeinden)                   | alle ⮞ Wahlkreis Piacenza                                                  |
|                                                   | Provinz Ravenna (18 Gemeinden)                    | alle ⮞ Wahlkreis Ravenna                                                   |
|                                                   | Provinz Reggio Emilia (42 Gemeinden)              | 37 ⮞ Wahlkreis Reggio nell’Emilia 3 ⮞ Wahlkreis Modena 2 ⮞ Wahlkreis Parma |
|                                                   | Provinz Rimini (27 Gemeinden)                     | alle ⮞ Wahlkreis Rimini                                                    |

Der Wahlkreis umfasst die Gemeinde Bologna, die bis 2020 in zwei Wahlkreise (Bologna – Casalecchio di Reno und Bologna – Mazzini) unterteilt war.

## Wahlergebnisse

### Parlamentswahl 2022
| Kandidaten                          | Kandidaten              | Stimmen | %    | Listen                                                  | Stimmen | %    |
| ----------------------------------- | ----------------------- | ------- | ---- | ------------------------------------------------------- | ------- | ---- |
|                                     | Virginio Merolagewählt  | 93.460  | 45,5 | Partito Democratico – Italia Democratica e Progressista | 68.281  | 33,2 |
| Alleanza Verdi e Sinistra           | Virginio Merolagewählt  | 93.460  | 45,5 | 15.850                                                  | 7,7     |      |
| +Europa                             | Virginio Merolagewählt  | 93.460  | 45,5 | 8.714                                                   | 4,2     |      |
| Impegno Civico – Centro Democratico | Virginio Merolagewählt  | 93.460  | 45,5 | 615                                                     | 0,3     |      |
|                                     | Dalila Jolanda Ansalone | 54.472  | 26,5 | Fratelli d’Italia                                       | 38.536  | 18,8 |
| Lega per Salvini Premier            | Dalila Jolanda Ansalone | 54.472  | 26,5 | 7.775                                                   | 3,8     |      |
| Forza Italia                        | Dalila Jolanda Ansalone | 54.472  | 26,5 | 7.149                                                   | 3,5     |      |
| Noi Moderati                        | Dalila Jolanda Ansalone | 54.472  | 26,5 | 1.012                                                   | 0,5     |      |
|                                     | Naike Gruppioni         | 22.159  | 10,8 | Azione – Italia Viva                                    | 22.159  | 10,8 |
|                                     | Marzia Calzoni          | 20.362  | 9,9  | Movimento 5 Stelle                                      | 20.362  | 9,9  |
|                                     | Simona Ferlini          | 6.355   | 3,1  | Unione Popolare                                         | 6.355   | 3,1  |
|                                     | Francesco Tabaroni      | 3.123   | 1,5  | Italia Sovrana e Popolare                               | 3.123   | 1,5  |
|                                     | Fabio Fabbri            | 2.618   | 1,3  | Italexit per l’Italia                                   | 2.618   | 1,3  |
|                                     | Massimo Scarpelli       | 1.761   | 0,9  | Vita                                                    | 1.761   | 0,9  |
|                                     | Leonardo Sani           | 1.048   | 0,5  | Partito Animalista – UCDL – 10 Volte Meglio             | 1.048   | 0,5  |
|                                     | Giuseppe Frisina        | 126     | 0,1  | Noi di Centro – Europeisti                              | 126     | 0,1  |
| Gesamt                              | Gesamt                  | 205.484 | 100  |                                                         | 205.484 | 100  |
|                                     |                         |         |      |                                                         |         |      |
| Ungültige Stimmen                   | Ungültige Stimmen       | 5.301   | 2,5  |                                                         |         |      |
| Wähler                              | Wähler                  | 210.785 | 73,3 |                                                         |         |      |
| Wahlberechtigte                     | Wahlberechtigte         | 287.417 |      |                                                         |         |      |
|                                     |                         |         |      |                                                         |         |      |
| Quelle: Innenministerium            |                         |         |      |                                                         |         |      |